# Steve Harley
Stephen Malcolm Ronald Nice, noto come Steve Harley (Deptford, 27 febbraio 1951 – Clare, 17 marzo 2024), è stato un cantautore e musicista britannico, noto soprattutto come collaboratore del gruppo rock degli anni '70 Steve Harley & Cockney Rebel.

## Biografia
Steve Harley nacque a Deptford il 27 febbraio 1951. 
Ottenne un successo nel 1973 con la band Cockney Rebel grazie al singolo Sebastian ed ebbe un successo ancora maggiore due anni dopo con Make Me Smile.
Ebbe grande successo con la canzone "Ballerina" scritta da Mike Batt nel 1983. Dal 2000 al 2008 Harley presentò il programma radiofonico della BBC Sounds of the 70s.
Morì a Clare, nel Suffolk, il 17 marzo 2024 all'età di 73 anni.

## Discografia

### Album in studio
con i Cokney Rebel
- 1973 - The Human Menagerie (EMI)
- 1974 - The Psychomodo (EMI)

come Steve Harley & Cockney Rebel
- 1975 - The Best Years of Our Lives (EMI)
- 1976 - Timeless Flight (EMI)
- 1976 - Love's a Prima Donna (EMI)
- 2005 - The Quality of Mercy (Gott Discs/Universal Music)

come Steve Harley
- 1978 - Hobo with a Grin (EMI)
- 1979 - The Candidate (EMI)
- 1992 - Yes You Can (CTE/Food for Thought)
- 1996 - Poetic Justice (Transatlantic)
- 2010 - Stranger Comes to Town (Absolute/Repertoire)
- 2020 - Uncovered (Absolute)

### Album dal vivo
come Steve Harley & Cockney Rebel
- 1977 - Face to Face: A Live Recording (EMI)
- 1995 - Live at the BBC (Windsong International Records)
- 2013 - Birmingham (Live with Orchestra & Choir) (Comeuppance Ltd/Absolute)

come Steve Harley Band
- 2004 - Anytime! (A Live Set) (Gott Discs)

come Steve Harley
- 1999 - Stripped to the Bare Bones (Burning Airlines)
- 2003 - Acoustic and Pure: Live (con Jim Cregans) (Comeuppance Discs)

### Raccolte
- 1975 - A Closer Look (EMI)
- 1980 - The Best of Steve Harley and Cockney Rebel (EMI/Fame)
- 1981 - Collection
- 1987 - Greatest Hits (EMI)
- 1988 - The Collection
- 1992 - Make Me Smile - The Best of Steve Harley and Cockney Rebel (EMI)
- 1998 - More Than Somewhat - The Very Best of Steve Harley (EMI)
- 1999 - The Cream of Steve Harley & Cockney Rebel (EMI Gold)
- 2000 - Best of the 70's (EMI)
- 2005 - The Ultra Selection (EMI)
- 2006 - The Cockney Rebel - A Steve Harley Anthology (EMI)
- 2008 - The Best of Steve Harley and Cockney Rebel (EMI Gold)
- 2012 - Cavaliers: An Anthology 1973-1974 (EMI)

### Singoli
come Steve Harley
- 1978 - Roll the Dice
- 1979 - Someone's Coming
- 1979 - Freedom's Prisoner
- 1983 - Ballerina (Prima Donna)
- 1986 - Irresistible
- 1986 - The Phantom of the Opera (con Sarah Brightman)
- 1986 - Heartbeat Like Thunder
- 1989 - When I'm with You
- 1993 - Star for a Week (Dino)
- 2001 - A Friend for Life
- 2010 - Faith & Virtue
- 2010 - For Sale. Baby Shoes. Never Worn
- 2015 - Ordinary People
- 2020 - I've Just Seen a Face
- 2020 - Out of Time